# Luís Vinício
Luís Vinícius de Menezes (ur. 28 lutego 1932 w Belo Horizonte) – brazylijski piłkarz i trener, grający na pozycji napastnika.

## Kariera piłkarska
Vinício urodził się w Belo Horizonte w Brazylii. Przygodę z piłką rozpoczął w 1951 w zespole Botafogo. Na brazylijskich boiskach występował przez kolejne 5 sezonów. W wieku 23 lat przybył do Włoch, dołączając SSC Napoli. Dzięki swojemu zaangażowaniu na boisku zyskał przydomek „O lione" (lew) od kibiców Napoli. Przez 5 lat gry dla Napoli wystąpił w 152 meczach, w których strzelił 69 bramek.
Następnie przeniósł się w 1960 do Bolonii. Wraz z drużyną sięgnął po Puchar Mitropa w sezonie 1960/61. roku.
Latem 1962 wrócił do Brazylii po słabszym sezonie w Bolonii. Wkrótce jednak powrócił do Włoch, gdzie zakontraktowała go Vicenza. Dla Vinícia przejście do Vicenzy było jak drugie narodziny we włoskim futbolu. Strzelając 17 bramek w sezonie 1963/64, pomógł klubowi zająć 6. miejsce w Serie A. Sezon 1965/66 zakończył z 25 bramkami, co pozwoliło mu zostać królem strzelców Serie A.
Latem 1966 roku opuścił Vicenzę na rzecz Interu Mediolan. Dla popularnych Nerazzurrich rozegrał tylko 8 meczów dla klubu i strzelił jednego gola. Na ostatni sezon swojej kariery piłkarskiej wrócił do Vicenzy. 
| Sezon   | Klub           | Kraj     | Rozgrywki          | Mecze | Bramki |
| ------- | -------------- | -------- | ------------------ | ----- | ------ |
| 1951    | Botafogo       | Brazylia | Campeonato Carioca | 1     |        |
| 1952    | Botafogo       | Brazylia | Campeonato Carioca | 2     | 3      |
| 1953    | Botafogo       | Brazylia | Campeonato Carioca | 22    | 13     |
| 1954    | Botafogo       | Brazylia | Campeonato Carioca | 17    | 7      |
| 1955    | Botafogo       | Brazylia | Campeonato Carioca |       |        |
| 1955/56 | SSC Napoli     | Włochy   | Serie A            | 26    | 16     |
| 1956/57 | SSC Napoli     | Włochy   | Serie A            | 34    | 18     |
| 1957/58 | SSC Napoli     | Włochy   | Serie A            | 34    | 21     |
| 1958/59 | SSC Napoli     | Włochy   | Serie A            | 28    | 7      |
| 1959/60 | SSC Napoli     | Włochy   | Serie A            | 30    | 7      |
| 1960/61 | Bologna FC     | Włochy   | Serie A            | 30    | 11     |
| 1961/62 | Bologna FC     | Włochy   | Serie A            | 17    | 6      |
| 1962/63 | Vicenza        | Włochy   | Serie A            | 26    | 7      |
| 1963/64 | Vicenza        | Włochy   | Serie A            | 29    | 17     |
| 1964/65 | Vicenza        | Włochy   | Serie A            | 27    | 12     |
| 1965/66 | Vicenza        | Włochy   | Serie A            | 34    | 25     |
| 1966/67 | Inter Mediolan | Włochy   | Serie A            | 8     | 1      |
| 1967/68 | Vicenza        | Włochy   | Serie A            | 25    | 7      |

## Kariera trenerska
Natychmiast po zakończeniu kariery piłkarskiej Luís Vinício rozpoczął pracę jako trener piłki nożnej. Przez rok trenował Puteolana 1902, amatorski klub z Neapolu. Po pracy w Brindisi FC i Ternanie, Vinício został w 1973 trenerem SSC Napoli. Jednak po zakończeniu sezonu 1975/76 jego praca w Neapolu dobiegła końca. 
Został nowym menedżerem Lazio, które trenował od 1976 do 1978. Następnie wrócił do SSC Napoli, gdzie został po udanym sezonie 1978/79 zwolniony. W 1980 przejął Avellino. W ciągu dwóch lat z łatwością udało mu się utrzymać zespół na poziomie Serie A. Następnie pracował w Pisie. Prowadząc beniaminka, utrzymał go w Serie A w sezonie 1982/83. Po niezbyt udanym sezonie 1983/84, zakończonym spadkiem, odszedł z klubu i zaczął pracę w Udinese Calcio.
W 1986 po raz drugi powrócił na ławkę trenerską Avellino. Jego druga przygoda z zespołem zakończyła się spadkiem z Serie A w sezonie 1987/88, po czym został zwolniony. Po trzyletniej przerwie trenował SS Juve Stabia w trzeciej lidze włoskiej od 1991 do 1992, co było zwieńczeniem jego kariery trenerskiej.

## Sukcesy
Bologna FC
- Puchar Mitropa (1): 1960/61

Vicenza
- Król strzelców Serie A (1): 1965/66 (25 bramek)

Inter Mediolan
- Finał Pucharu Europy (1): 1966/67